# Closteromerus ditylus
Closteromerus ditylus là một loài bọ cánh cứng trong họ Cerambycidae.